# Tetragnatha nigrita
Tetragnatha nigrita là một loài nhện trong họ Tetragnathidae.
Loài này thuộc chi Tetragnatha. Tetragnatha nigrita được miêu tả năm 1886 bởi Lendl.